# Multinational Corps Northeast
Il Multinational Corps Northeast (Corpo Multinazionale Nord-Est MNCNE) è un Comando multinazionale di Corpo d'armata ad alta protezza operativa della NATO costituito nel 1999 il cui Quartier generale è a Stettino, in Polonia.

## Storia
Nasce da quello che per molti anni è stato l'unico Corpo d'armata multinazionale della NATO, l'Allied Land Forces Schleswig-Holstein and Jutland, che aveva il compito di difendere Danimarca, la parte nord della Germania Ovest, la parte di competenza del Mare del Nord e del Mar Baltico, gli Stretti danesi, da un eventuale attacco delle truppe del Patto di Varsavia.
Il comando era affidato ad un Tenente generale a rotazione dell'Esercito danese e dell'Esercito tedesco ed aveva alle proprie dipendenze la 6^ Panzergrenadier-Division e la Jutland Division.

## Oggi
Il Comando Multinazionale inizia ad essere costituito nel 1997, a seguito di un accordo tra i ministeri della difesa di Germania, Polonia (non ancora paese NATO), Danimarca, e viene inaugurato nel 1999 a Stettino, in Polonia. Le posizioni di comandante, vice-comandante e capo di stato maggiore del Corpo d'armata vengono assegnate a rotazione fra i tre paesi.
Essendo posizionato nell'area di quella che fu la Cortina di ferro come unico Quartier generale NATO nell'Europa centro-orientale, ha svolto una funzione chiave nell'integrazione dei nuovi paesi membri nella NATO, e militari di Repubblica Ceca, Estonia, Lettonia, Lituania, Slovacchia, Romania, Ungheria, Slovenia, Croazia, Stati Uniti d'America, Regno Unito, Francia, Danimarca, Turchia,  compongono il comando.
Nel 2005, a seguito di numerose esercitazioni, ha raggiunto la piena capacità operativa.
Dal 2014 la prontezza operativa del Corpo d'Armata, anche a seguito della Crisi di Crimea del 2014, è stata portata da bassa ad alta, con la capacità di avere il comando e il controllo della Very High Readiness Joint Task Force della NATO Response Force e il coordinamento dei nuovi Comandi regionali NATO Force Integration Units in Romania, Lituania, Lettonia, Estonia, Polonia.
Il comando è affidato ad un Tenente generale a rotazione dell'Esercito tedesco, Esercito danese, o Esercito polacco.